# Втора република (Бразилия)
Вижте пояснителната страница за други значения на Втора република.
Втората република (на португалски: Segunda República) е период в историята на Бразилия, започнал с възстановяването на демокрацията през 1946 година и завършил с военния преврат от 1964 година.
След края на Ерата на Варгас и възстановяването на демокрацията генерал Еурику Гаспар Дутра е избран за президент и встъпва в длъжност през 1946 година. Бившият диктатор Жетулиу Варгас се връща на власт през 1951 година, този път демократично избран, но трудно се приспособява към новата ситуация и през 1954 година се самоубива. След смъртта му на власт се изреждат няолко временни правителства.
Жуселину Кубичек става президент през 1956 година и заема помирителна позиция по отношение на политическата опозиция, която му позволява да управлява без големи кризи. Икономиката и индустриалният сектор нарастват значително, но най-известното му постижение е изграждането на новата столица, град Бразилия, открита официално през 1960 година.
Неговият наследник Жаниу Куадрус подава оставка през 1961 година, по-малко от година след встъпването си в длъжност. Управлението е поето от неговия вицепрезидент Жуау Гуларт, който обаче се сблъсква със силна политическа опозиция и е свален чрез военен преврат през 1964 година, който довежда до последвалия военен режим.